# 2-10-2

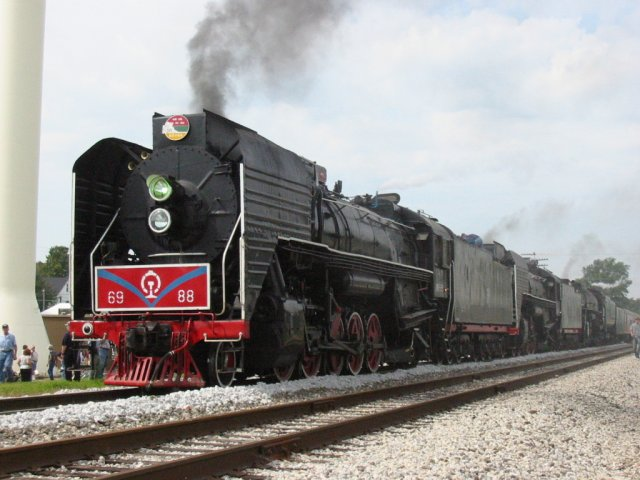
採用2-10-2輪式的前進型機車

「2-10-2」是華氏式別中的蒸氣機車輪式之一，即機車擁有兩個導輪（一軸）、十個動輪（五軸）及兩個從輪（一軸）。在美國，2-10-2輪式又稱為「聖塔飛式」（Santa Fe），名稱取自首次行駛這種機車的路線。
這種軸式在其他分類法中的標示如下：
- UIC分類法：1E1（與德國式和意大利式分類法相同）
- 法國式：151（與西班牙式分類法相同）
- 土耳其式：57
- 瑞士式：5/7
- 俄羅斯式：1-5-1

2-10-2與被稱為「天皇式」的2-8-2相似，兩者均擁有類似的優點及缺點，但2-10-2提供的牽引力比2-8-2更高，因此可視作2-8-2的延伸。由於中間的五軸動輪部分的軸距長，限制了機車通過彎曲路段的靈活性，因此需要使用差速器等裝置去改善問題。除此之外，這些機車通常均使用較小的動輪，直徑在1.63米（64吋）以下，由於直徑越少便需要更大的扭力，因此機車需要更高的推力，方能把車輛推動。
配這種輪式的機車在全球多個國家均有採用，包括北美、西歐、中國等。